# Attacus caesar
Attacus caesar —  крупная ночная бабочка из семейства Павлиноглазок. Одна из крупнейших бабочек в мире.

## Описание
Максимальный размах крыльев самок данного вида может достигать 255 мм. Тело вальковатое, густо опушенное. Каждое крыло несет крупное дискоидное прозрачное «глазчатое» пятно.
Ротовой аппарат не развит. Бабочки не питаются (афагия) и живут за счет питательных веществ, накопленных в стадии гусеницы. Усики перистые, с 2 парами выростов на каждом членике, у самок выросты значительно короче, чем у самцов.

## Ареал
Обитает на Филиппинах.